# 孫轔
孫轔（？年—？年），字伯馭，號梅崃，湖广承天府钟祥县人。明末政治人物。

## 生平
曾祖孫交，吏户工三部尚書。祖孫元，官翰林院编修。
萬曆四十六年（1618年）戊午科湖广乡试舉人，崇祯四年（1631年）辛未科进士。吏部观政，授会稽县知县，任本省同考官，八年调广东清远县，十年升兵部车驾司主事，巡视皇城，管較力，督京场马政。十一年升武选司员外郎、车驾司郎中，出任山东按察司清军道佥事。